# Suzuki DL 650 V-Strom
La V-Strom DL 650 è una motocicletta di media cilindrata (645 cm³) appartenente alla categoria delle enduro stradali prodotta dalla casa giapponese Suzuki.
Il nome deriva dallo schema del motore bicilindrico a V e dal termine tedesco Strom che significa corrente.

## Il contesto
Prodotta dal 2004, è la sorella minore della DL 1000 introdotta sul mercato due anni prima, con la quale condivide la ciclistica, il sistema frenante, le parti elettriche e molti particolari estetici. Il motore, 4 tempi a iniezione elettronica e raffreddato a liquido, è derivato da quello della SV650 con alcune modifiche per migliorare l'andamento del diagramma di coppia ai bassi e medi regimi (coppia massima 6,1 kgm a 6400 g/min) a scapito di una potenza massima leggermente inferiore (67 CV a 8800 g/min).
Il cambio è a sei rapporti con frizione multidisco in bagno d'olio.
Con questo modello la Suzuki interpreta il concetto di enduro stradale, categoria intermedia tra una motocicletta da enduro e una da strada, a cui appartengono motocicli caratterizzati da doti di versatilità che li rendono adatti per diversi utilizzi, dallo sterrato a quello cittadino e al mototurismo di medio e lungo raggio. In realtà, nel tempo, l'evoluzione dei modelli ha portato questi motocicli ad essere sempre più adatti per un uso stradale piuttosto che al fuoristrada, pur mantenendo l'impostazione ciclistica e alcuni tratti estetici da enduro. Questo modello rappresenta un esempio di tale cambiamento, presente in diversa misura nelle altre attuali enduro stradali di media cilindrata, come la longeva Honda Transalp e la recente Kawasaki Versys 650, e di grossa cilindrata, come la Honda Varadero e la Aprilia ETV 1000 Caponord.
La V-Strom DL 650 ha un buon numero di estimatori in Italia, raggiungendo il secondo posto nelle vendite della categoria nel 2007, dopo la BMW R1200 GS.
Ha vinto per due volte consecutive (2005 e 2006) l'Alpen Master, competizione organizzata dalla rivista tedesca Motorrad, ed è stata definita dalla rivista statunitense Cycle World "la più stupefacentemente ben fatta macchina nel mondo oggi".
Le versioni fino al 2006 rispondono alle normative antinquinamento Euro 2, mentre quella del 2007 è conforme alle Euro 3. Sempre nel 2007 è stata prodotta anche la versione con ABS. La versione "Traveller", dal 2010, ha di serie l'ABS, il paramani, il cavalletto centrale, la piastra di supporto e il relativo bauletto con capacità di 47 litri. I colori per il mercato italiano comprendono il blu (fino al 2008), il nero (opaco dal 2006 al 2008), l'argento (fino al 2005), l'argento cielo (nel 2006), il grigio (dal 2007), il bianco (dal 2009) e l'arancione (nel 2009).
Verso la fine del 2011 ne è stata presentata la versione "2012" per la quale la casa dichiara di aver effettuato modifiche meccaniche relativamente ai disegni delle camme e dell'albero motore, nonché alla molla delle valvole, tutto al fine di migliorare ulteriormente le prestazioni del propulsore, restato comunque invariato nell'architettura generale. È dichiarato inoltre un leggero aumento della potenza, giunta a 50,5 kW (69 CV) erogata a 8.800 giri/min. È stato poi eliminato il radiatore dell'olio che era presente nella vecchia versione, sostituito con uno scambiatore di calore posto tra coppa e filtro olio, più compatto.

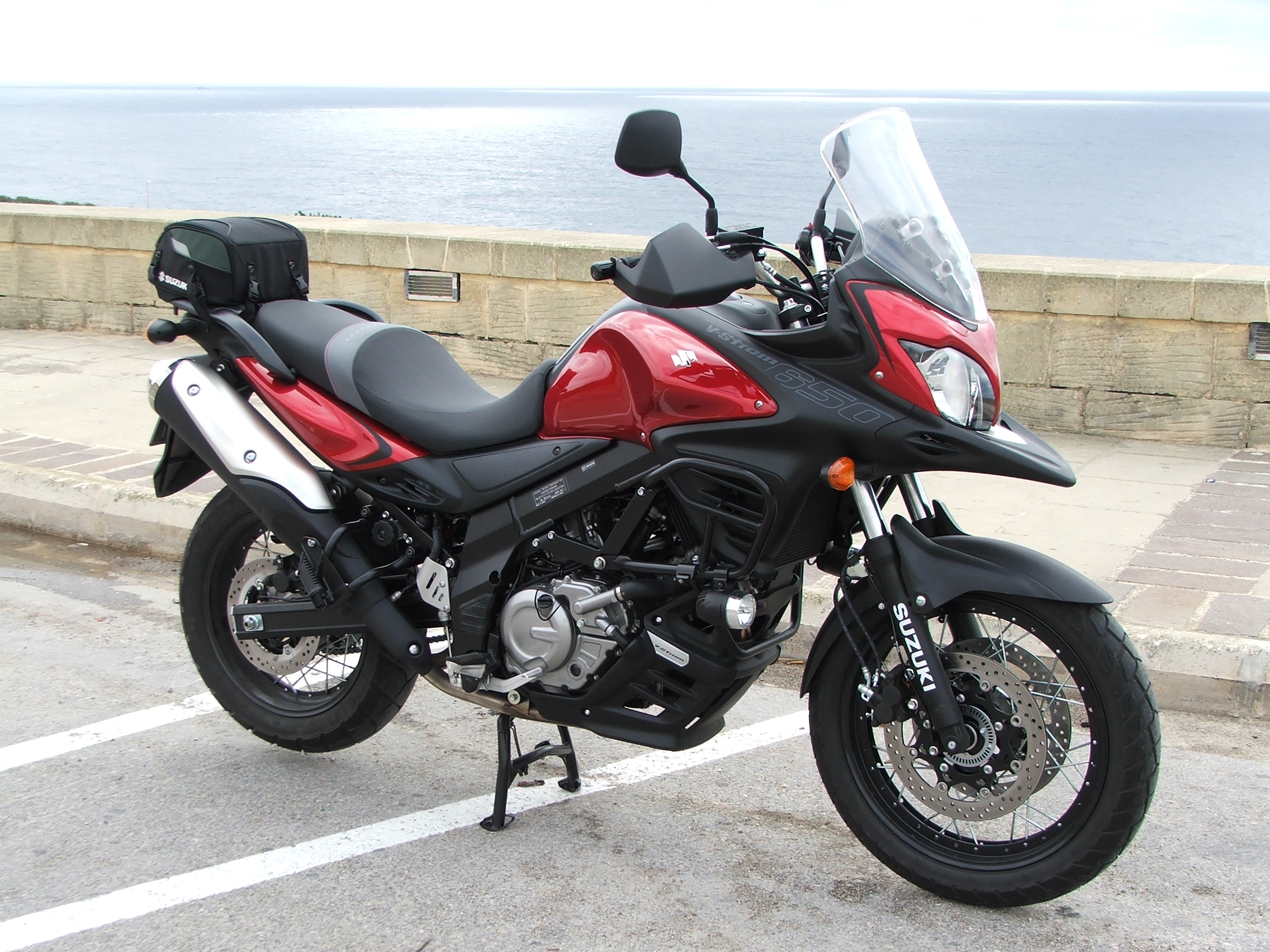
Suzuki V-Strom 650XT

L'estetica ha subito variazioni nel gruppo ottico anteriore con fari più snelli e rastremati verso l'alto; diverse parti come il parafango anteriore, i fianchetti radiatore e il serbatoio sono rifiniti con una trama simil carbonio, il codone è più snello e la serratura per l'apertura della sella è ora sul fianco del parafango posteriore anziché sopra la targa.
Viene offerta in tre colori: bianco perla, arancio metallizzato e nero diamantato.
La versione 2021 è omologata Euro 5 con il bicilindrico a V che presenta le tecnologie Dual Spark e Suzuki Dual Throttle Valve. La potenza massima è di 71 cv a 8.000 giri, mentre la coppia massima è di 62 Nm a 6.500 giri, ottenuta grazie anche all'abbinamento di alberi a camme specifici sul lato dell’aspirazione a quelli derivati dalla SV sul lato dello scarico.